# Wirtschaftsakademie Bukarest

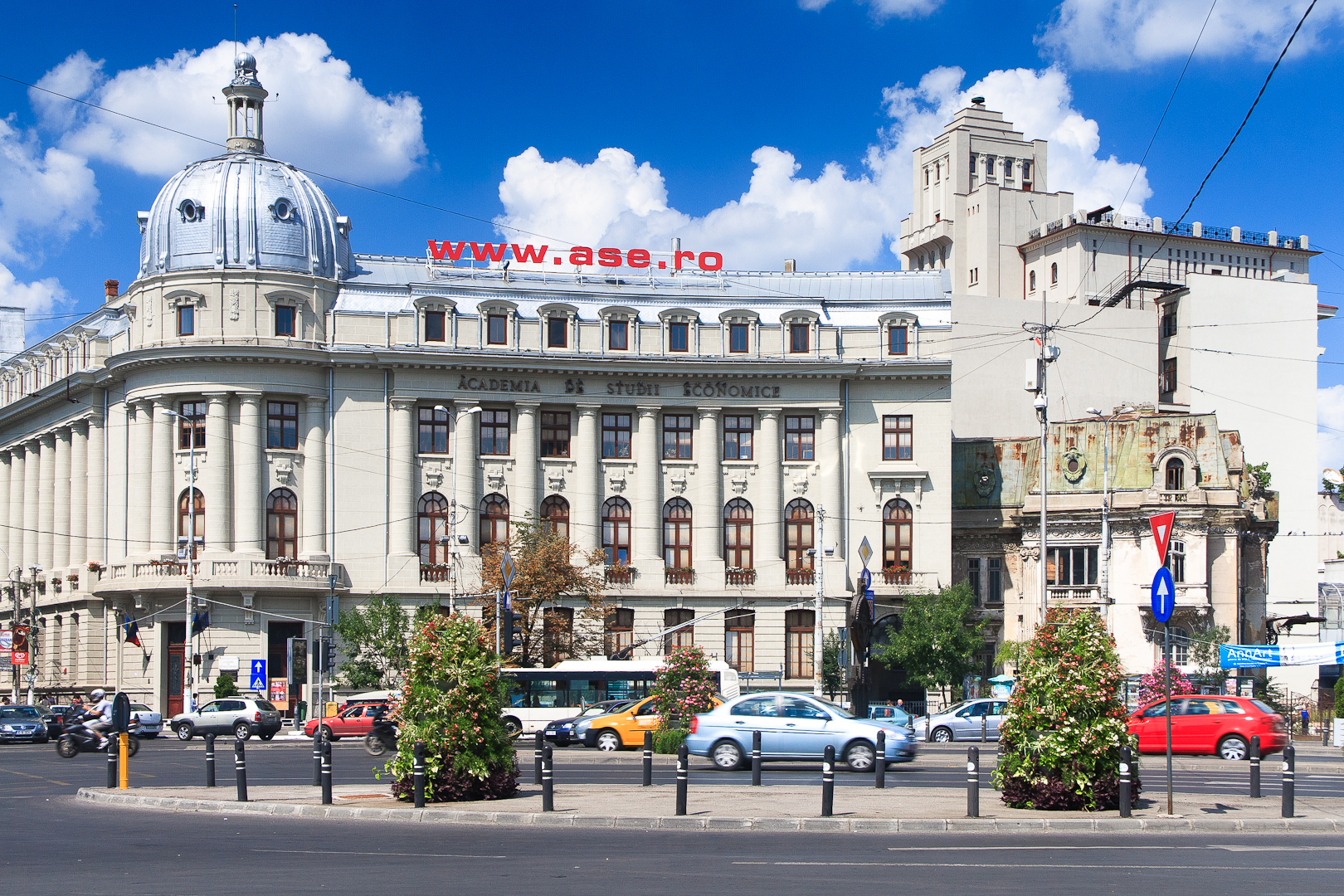
Wirtschaftsakademie Bukarest

Die Wirtschaftsakademie Bukarest (rumänisch: Academia de Studii Economice din București, kurz ASE) ist eine staatliche wirtschaftswissenschaftliche Universität in der rumänischen Hauptstadt Bukarest mit fast 22.000 Studenten.
Die Akademie wurde am 6. April 1913 durch den rumänischen König Karl I. gegründet. Sie besteht aus 13 Fakultäten. Rektor der Universität ist Nicolae Istudor.

## Bekannte Absolventen
- Dan Adrian Bălănescu, rumänischer Diplomat
- Gheorghe Hațegan, rumänischer Manager
- Luminița Odobescu, rumänische Diplomatin